# Fédération anarchiste uruguayenne
Pour les articles homonymes, voir FAU et Fédération anarchiste.
La Fédération anarchiste uruguayenne (Federación Anarquista Uruguaya, FAU) a été fondée en 1956. Dissoute en 1967 par le gouvernement de Pacheco Areco, elle dut entrer dans la clandestinité jusqu'à 1971. La FAU fut l'une des premières organisation à promouvoir l'especifismo, qui promouvait l'organisation des anarchistes en une fédération, et prétend se distinguer du plateformisme. Depuis 2010, elle est membre du réseau Anarkismo.net.
Trouvant son origine en partie dans l'immigration italienne et espagnole en Uruguay, qui avait participé, dès 1905, à la création de la Fédération ouvrière régionale uruguayenne (FORU), la FAU comprenait de nombreux militants républicains de la guerre d'Espagne. Elle participa dès sa création aux luttes sociales, appuyant le renforcement des syndicats.

## Années 1960-1970
Au début des années 1960, la FAU participa à la structure du « Coordinateur » (El Coordinator), ancêtre des Tupamaros. La fédération ne rejoint pas le MLN-T qui en est issu en 1966. Jorge Zabalza, membre de la FAU, intégra cependant les Tupamaros .
Après le décret de dissolution de 1967, la FAU entra dans la clandestinité. En 1968, dans une tentative d'adaptation à la situation d'illégalité et de répression, la FAU décide de faire apparaître un front de masse baptisé Résistance ouvrière étudiante (Resistencia Obrero Estudiantil, ROE). La ROE organise ainsi dans un front large militants de quartier, syndicalistes ouvriers et étudiants combatifs. L'état d'urgence et la militarisation de la vie politique conduisent aussi la FAU à développer en 1971 une structure armée : l'OPR-33 (Organización Popular Revolucionaria-33 Orientales), publiant un hebdomadaire clandestin, et créant un réseau d'infrastructures pour préparer ses actions et protéger ses militants. L'OPR-33 effectua plusieurs actions directes, telles que des sabotages, des « expropriations », des enlèvements de dirigeants politiques ou patronaux, l'appui armé à des grèves, des occupations d'usines, etc. Le 19 avril 1969, ils volent le drapeau des Trente-trois Orientaux au Musée historique national. Opposés à la participation électorale, ils prônent l'abstention lors des élections générales de 1971, refusant de soutenir le Front large.
En 1975, des militants de la FAU,de la ROE et de l'OPR-33 en exil à Buenos Aires (dont Hugo Cores, Gerardo Gatti et Léon Duarte) fondent le Partido por la Victoria del Pueblo (PVP), qui a subi des influences marxistes. De tendance « marxiste libertaire », le PVP a aujourd'hui abandonné l'anarchisme pour une politique électoraliste et fait partie du Frente amplio,.
Sous la dictature, une cinquantaine de membres de la FAU furent victimes de disparitions forcées, de torture et d'assassinats aux mains des services de sécurité uruguayens et argentins, d'autres condamnés à de lourdes peines de prisons.

## De la transition démocratique à aujourd'hui
Avec la transition démocratique à partir de 1985, la FAU se réorganisa au début de 1986. Elle est active aujourd'hui dans les écoles, chez les parents d'élèves, dans les associations de quartiers, dans les syndicats, et dans l'édition, disposant d'une maison d'édition à part entière. Elle est aussi responsable de six radios communautaires et trois bibliothèques. Par ailleurs, elle a aidé d'autres militants à créer des organisations similaires au Brésil (la Federação Anarquista Gaúcha (es) (FAG), la Federação Anarquista Cabocla (FACA) et la plus récente Federação Anarquista do Rio de Janeiro (FARJ), ainsi qu'en Argentine (l'AUCA, aujourd'hui disparue). 